# Eugen Gvozdanović
Eugen Gvozdanović (Petrovaradin, 10. veljače 1933. – Novi Sad, 31. srpnja 2005.), srpski skladatelj, dirigent i glazbeni kritičar, direktor Opere Srpskog narodnog pozorišta, profesor Akademije umetnosti u Novom Sadu
Rođen u Petrovaradinu. Studirao kompoziciju na Muzičkoj akademiji u Zagrebu kod M. Cipre. Dirigiranje je studirao na Muzičkoj akademiji u Beogradu. od 1958. živi u Novom Sadu. Djeluje kao korepetitor, potom kao zborovođa i kao dirigent i kao dirigent Opere. Od 1977. godine radio kao glazbeni urednik na Radio Novi Sad. Pisao za stručne časopise. Skladao djela za gudačke kvartete, kantate, glasovirske minijature, zborove. Uglazbio pjesmu Gustava Krkleca.